# Heldenplatz

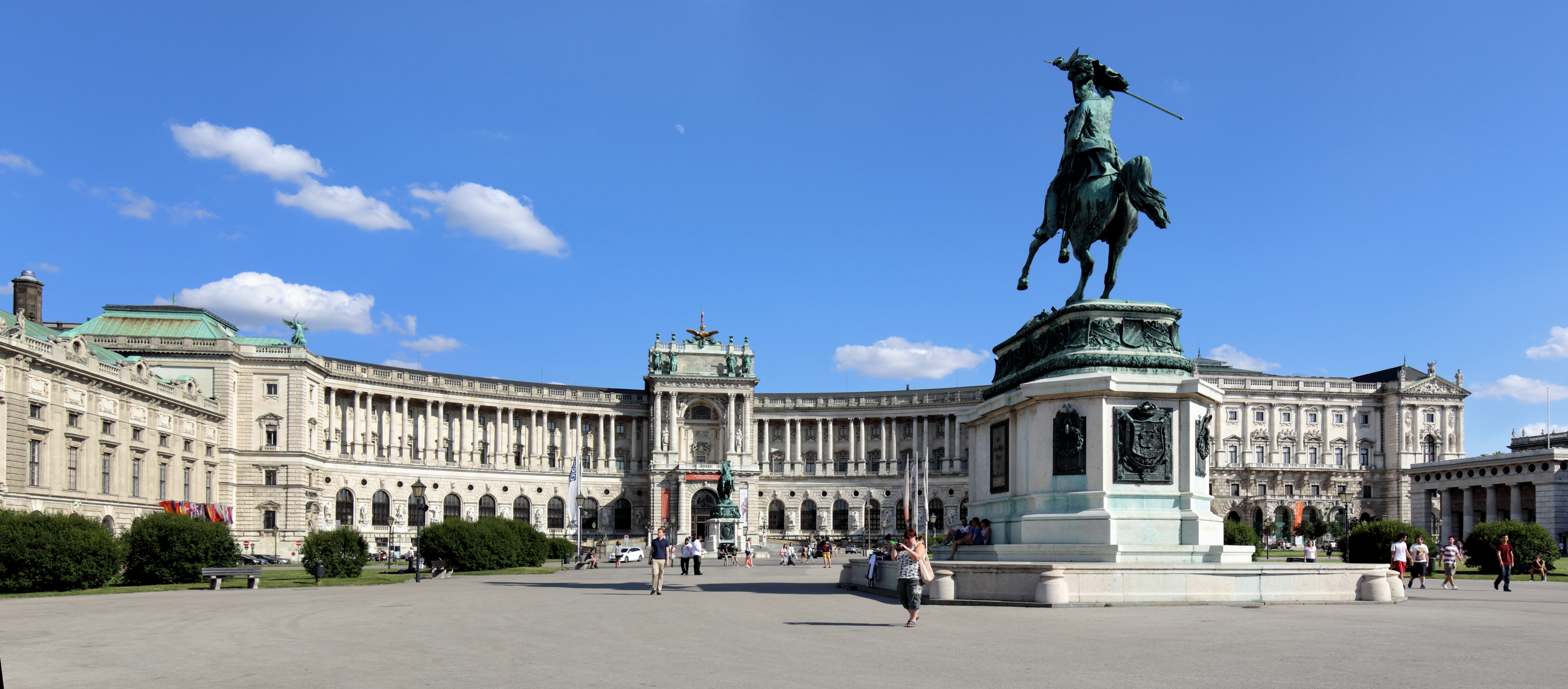
De Heldenplatz met het ruiterstandbeeld van aartshertog Karel, op de achtergrond de Neue Burg.

De Heldenplatz is een historisch plein in Wenen. Aan de noord- en oostzijde van het plein staat de Hofburg terwijl aan de zuid- en westzijde de Ringstraße loopt.
De Heldenplatz werd in de negentiende eeuw aangelegd in opdracht van keizer Frans Jozef. Het plein zou samen met de Marien-Theresien-Platz het Kaiserforum gaan vormen, het is echter nooit zo ver gekomen. Op het plein staan twee ruiterstandbeelden van de Oostenrijkse militairen aartshertog Karel en prins Eugenius van Savoye.